# کلسیم بنزوئات
کلسیم بنزوئات (به انگلیسی: Calcium benzoate) با فرمول شیمیایی Ca(C۷H۵O۲)۲ یک ترکیب شیمیایی با شناسه پاب‌کم ۶۲۴۲۵ است. که جرم مولی آن ۲۸۲٫۳۱ g/mol می‌باشد. 